# Station Düsseldorf-Benrath
Station Düsseldorf-Benrath (Duits: Bahnhof Düsseldorf-Benrath) is een spoorwegstation in het stadsdeel Benrath van de Duitse stad Düsseldorf. Het station ligt aan de spoorlijn Keulen – Düsseldorf – Duisburg.
Onder de naam „Benrath S“ is het ook een station van de Stadtbahn van Düsseldorf, op straat rijdt hier de lijn U74.

## Treinverbindingen
| Serie      | Treinsoort                          | Route | Bijzonderheden                             |
| ---------- | ----------------------------------- | --- | ------------------------------------------ |
| RE 1 (RRX) | Regional-Express (National Express) | Aachen Hbf – Stolberg (Rheinl) Hbf – Eschweiler Hbf – Düren – Köln Hbf – Düsseldorf-Benrath – Düsseldorf Hbf – Duisburg Hbf – Essen Hbf – Dortmund Hbf – Hamm (Westf) | NRW-Express                                |
| RE 5 (RRX) | Regional-Express (National Express) | Wesel – Oberhausen Hbf – Duisburg Hbf – Düsseldorf Hbf – Düsseldorf-Benrath – Köln Hbf – Bonn Hbf – Remagen – Andernach – Koblenz Hbf                                 | Rhein-Express                              |
| S 6        | S-Bahn (DB Regio NRW)               | Köln-Worringen – Köln-Nippes – Köln Hbf – Langenfeld (Rhld) – Düsseldorf-Benrath – Düsseldorf Hbf – Ratingen Ost – Essen Hbf                                          | Dienstregeling S6 geldig vanaf 10-12-2023  |
| S 68       | S-Bahn (DB Regio NRW)               | Langenfeld (Rhld) – Düsseldorf-Benrath – Düsseldorf Hbf – Gruiten – Wuppertal-Vohwinkel                                                                               | Dienstregeling S68 geldig vanaf 10-12-2023 |

## StadtbahnLijnen
| Lijn | Route | Jaar van inbedrijfstelling | Lengte (km) | Stations (ondergrondse stations) |
| ---- | --- | -------------------------- | ----------- | -------------------------------- |
| U71  | Heinrichstraße – Hansaplatz – Grunerstraße – Brehmplatz – Schillerplatz – Uhlandstraße – Düsseldorf-Wehrhahn S – Pempelforter Straße – Schadowstraße – Heinrich-Heine-Allee – Benrather Straße – Graf-Adolf-Platz – Kirchplatz – Düsseldorf-Bilk S – Karolingerplatz – Auf’m Hennekamp – Uni-Kliniken – Christophstraße – Südpark – Werstener Dorfstraße – Opladener Straße – Ickerwarder Straße – Elbruchstraße – Holthausen – Niederheid – Am Trippesberg – Schöne Aussicht – Kappeler Straße – Schloss Benrath – Benrather Marktplatz – Düsseldorf-Benrath S – Benrath, Betriebshof | 2016                       |             | (6)                              |
| U83  | Gerresheim Krankenhaus – Heinrich-Könn-Straße – Auf der Hardt/Rheinische Kliniken – Vor der Hardt (nur Richtung Benrath) – Pöhlenweg – Burgmüllerstraße – Schlüterstraße/Arbeitsagentur – Engerstraße – Lindemannstraße – Uhlandstraße – Düsseldorf-Wehrhahn S – Pempelforter Straße – Schadowstraße – Heinrich-Heine-Allee – Benrather Straße – Graf-Adolf-Platz – Kirchplatz – Düsseldorf-Bilk S – Karolingerplatz – Auf’m Hennekamp – Uni-Kliniken – Christophstraße – Südpark – Westener Dorfstraße – Opladener Straße – Ickerwarder Straße – Elbruchstraße – Holthausen – Niederheid – Am Trippesberg – Schöne Aussicht – Kappeler Straße – Schloss Benrath – Benrather Marktplatz – Düsseldorf-Benrath S – Benrath, Betriebshof | 2016                       |             | (6)                              |

0,0: Köln Hbf ·
1,1: Köln Messe/Deutz ·
4,1: Köln-Buchforst ·
5,0: Köln-Mülheim ·
7,5: Köln-Stammheim ·
9,4: Bayerwerk ·
11,7: Leverkusen Mitte ·
13,3: Leverkusen-Küppersteg ·
16,1: Leverkusen-Rheindorf ·
20,2: Langenfeld (Rhld) ·
22,7: Langenfeld (Rhld)-Berghausen ·
24,7: Düsseldorf-Hellerhof ·
26,0: Düsseldorf-Garath ·
28,5: Düsseldorf-Benrath ·
31,0: Düsseldorf-Reisholz ·
33,5: Düsseldorf-Eller Süd ·
39,5: Düsseldorf Hbf ·
46,0: Düsseldorf-Unterrath ·
47,7: Düsseldorf Flughafen ·
49,2: Kalkum ·
52,1: Angermund ·
53,8: Duisburg-Rahm ·
55,8: Duisburg-Großenbaum ·
57,8: Duisburg-Buchholz ·
60,0: Duisburg Schlenk ·
63,1: Duisburg Hbf
Essen Hbf ·
Essen Süd ·
Essen Stadtwald ·
Essen-Hügel ·
Essen-Werden ·
Kettwig ·
Kettwig Stausee ·
Hösel ·
Ratingen Ost ·
Düsseldorf-Rath ·
Düsseldorf-Rath Mitte ·
Düsseldorf-Derendorf ·
Düsseldorf Zoo ·
Düsseldorf Wehrhahn ·
Düsseldorf Hbf ·
Düsseldorf Volksgarten ·
Düsseldorf-Oberbilk ·
Düsseldorf-Eller Süd ·
Düsseldorf-Reisholz ·
Düsseldorf-Benrath ·
Düsseldorf-Garath ·
Düsseldorf-Hellerhof ·
Langenfeld-Berghausen ·
Langenfeld (Rheinland) ·
Leverkusen-Rheindorf ·
Leverkusen-Küppersteg ·
Leverkusen Mitte ·
Bayerwerk ·
Köln-Stammheim ·
Köln-Mülheim ·
Köln-Buchforst ·
Köln Messe/Deutz ·
Köln Hbf ·
Köln Hansaring ·
Köln-Nippes